# Варіола вера
Variola Vera (сербохорв. Variola vera) — югославський фільм 1982 року режисера Горана Марковича.
Сюжет фільму заснований на спалаху віспи в Югославії 1972 року. Це сатира на корупцію у сфері медицини та охорони здоров'я. Хоча фільм натхненний реальними подіями, у ньому присутні елементи жахів. Назва фільму відсилає до вірусу Variola vera, який викликає віспу.
Фільм приніс Марковичу перший приз за найкращу режисуру та найкращий сценарій на кінофестивалі у Валенсії 1982 року.
Опитування 30 югославських критиків і журналістів, проведене в газеті Oslobođenje, визнало його югославським фільмом року 1982 року.

## Сюжет
Сюжет фільму розгортається навколо подій під час епідемії віспи на території тодішньої СФР Югославії у 1972 році. Відстежується перебіг епідемії, а також її вплив на психіку і поведінку людей, які наражаються на небезпеки, що вона несе. Мусульманський паломник повертається в країну з Саудівської Аравії, заражений невідомою хворобою. Переїжджаючи з місця на місце, він помирає, а інфекція поширюється. Коли відповідальні особи усвідомлюють, що це хвороба, яку вважали викоріненою, вже надто пізно - віспа починає лютувати. Інфікованих ізолюють і залишають на поталу логіці страшної хвороби, про яку всі вже забули, вважаючи її далеким минулим. У фільмі простежується поведінка майже всіх верств суспільства, в якому виникла епідемія: пацієнтів у лікарні, медичного персоналу, пересічних громадян, навіть політиків, чиновників тогочасної влади. Він показує, як така смертельна загроза допомагає людям показати своє справжнє обличчя.

## У ролях
- Раде Шербеджія - Dr. Grujić
- Ерланд Юсефсон - Dr. Dragutin Majcan Kenigsmark (Dubbed by Petar Kralj)
- Dušica Žegarac - Dr. Marković
- Varja Đukić - Dr. Danka Uskoković
- Rade Marković - Superintendent Čole
- Vladislava Milosavljević - Nurse Slavica
- Peter Carsten - UN Epidemiologist (Дубляж Mihajlo Viktorović)
- Aleksandar Berček - Magistar Jovanović
- Radmila Živković - Nurse Zaga
- Семка Соколович-Берток - Dr. Ćirić
- Bogdan Diklić - Duško